# ワールドゲームズ1997
ワールドゲームズ1997は、フィンランドのラハティで1997年8月7日から8月17日まで開催された第5回ワールドゲームズである。第5回大会は南アフリカのポートエリザベスで開催される予定であったが、政変の影響で辞退することになった。これを受け、日本の秋田県は第5回大会の招致を目指したが、国際ワールドゲームズ協会理事会は、開催地をラハティに決定した。

## 実施競技

### 正式競技
- ボディービルディング
- ボウリング
- キャスティング
- ダンススポーツ
- アーチェリー
  - フィールドアーチェリー
- フィンスイミング
- ファウストボール
- 柔術競技
- 空手道
- コーフボール
- ライフセービング
- エアースポーツ
  - パラシューティング
- パワーリフティング
- ローラースポーツ
  - アーティスティック
  - インラインホッケー[要出典]
  - スピード
- ブールスポーツ
  - ペタンク
- 体操
  - トランポリン
  - エアロビクス
  - スポーツアクロ体操
  - タンブリング
- スカッシュ
- 綱引き
  - 男子
- 水上スキー
- ウエイトリフティング
  - 女子

### 公開競技
- 合気道
- ブールスポーツ
  - スポールブール
- フロアボール
- ペサパッロ
- 綱引き
  - 室内綱引き
- ミリタリーペンタスロン

## 国・地域別メダル獲得数
| ワールドゲームズ1997 | ワールドゲームズ1997         | ワールドゲームズ1997 | ワールドゲームズ1997 | ワールドゲームズ1997 | ワールドゲームズ1997 | ワールドゲームズ1997 | ワールドゲームズ1997 | ワールドゲームズ1997 | ワールドゲームズ1997 |
| 位                   | 国・地域                     | 正式競技             | 正式競技             | 正式競技             | 正式競技             | 公開競技             | 公開競技             | 公開競技             | 公開競技             |
| 位                   | 国・地域                     | 金                   | 銀                   | 銅                   | 計                   | 金                   | 銀                   | 銅                   | 計                   |
| -------------------- | ---------------------------- | -------------------- | -------------------- | -------------------- | -------------------- | -------------------- | -------------------- | -------------------- | -------------------- |
| 1                    | アメリカ合衆国               | 17                   | 18                   | 10                   | 45                   | 0                    | 0                    | 0                    | 0                    |
| 2                    | ドイツ                       | 16                   | 16                   | 10                   | 42                   | 0                    | 0                    | 0                    | 0                    |
| 3                    | 中国                         | 16                   | 13                   | 7                    | 36                   | 2                    | 1                    | 0                    | 3                    |
| 4                    | ロシア                       | 16                   | 11                   | 14                   | 41                   | 0                    | 0                    | 0                    | 0                    |
| 5                    | イタリア                     | 12                   | 12                   | 15                   | 39                   | 1                    | 1                    | 0                    | 2                    |
| 6                    | スウェーデン                 | 8                    | 6                    | 9                    | 23                   | 2                    | 0                    | 0                    | 2                    |
| 7                    | イギリス （含 イングランド） | 6                    | 8                    | 7                    | 21                   | 0                    | 0                    | 0                    | 0                    |
| 8                    | 日本                         | 6                    | 3                    | 5                    | 14                   | 0                    | 0                    | 2                    | 2                    |
| 9                    | ベルギー                     | 6                    | 3                    | 4                    | 13                   | 0                    | 0                    | 0                    | 0                    |
| 10                   | フランス                     | 5                    | 12                   | 7                    | 24                   | 1                    | 1                    | 0                    | 2                    |